# Kategoria Superiore 2012-2013
La Kategoria Superiore 2012-2013 è la 74ª edizione della massima serie del campionato albanese di calcio disputata tra il 24 agosto 2012 e l'11 maggio 2013. Lo Skënderbeu ha vinto il titolo per la quarta volta, la terza consecutiva.
Capocannoniere del torneo fu Migen Memelli (Flamurtari) con 19 reti.

## Stagione

### Novità
Luftëtari, Kukësi e Besa Kavajë sono state promosse dalla Kategoria e Parë, al posto delle retrocesse Dinamo Tirana, Pogradeci e Kamza.

### Formula
Come nella stagione precedente le squadre partecipanti furono 14 e disputarono un turno di andata e ritorno per un totale di 26 partite.
In vista di una riduzione del numero di club le ultime quattro classificate furono retrocesse in Kategoria e Parë.
Le squadre qualificate alle coppe europee furono quattro: la vincente del campionato fu ammessa alla UEFA Champions League 2013-2014; la seconda, la terza classificata e la vincente della coppa d'Albania alla UEFA Europa League 2013-2014.

## Squadre partecipanti
| Club              | Città        | Stadio                 | Posizione 2011-2012          |
| ----------------- | ------------ | ---------------------- | ---------------------------- |
| Apolonia Fier     | Fier         | Stadiumi Loni Papuçiu  | 12º posto                    |
| Besa Kavajë       | Kavajë       | Stadio Besa            | 4º posto in Kategoria e Parë |
| Bylis Ballsh      | Ballsh       | Stadio Adush Muça      | 7º posto                     |
| Flamurtari Valona | Valona       | Stadio Flamurtari      | 4º posto                     |
| Kastrioti         | Krujë        | Stadiumi Kastrioti     | 5º posto                     |
| Kukësi            | Kukës        | Stadio Zeqir Ymeri     | 2º posto in Kategoria e Parë |
| Laçi              | Laç          | Stadio Laçi            | 8º posto                     |
| Luftëtari         | Argirocastro | Stadio Subi Bakiri     | 1º posto in Kategoria e Parë |
| Shkumbini         | Peqin        | Stadio Peqin           | 9º posto                     |
| Skënderbeu        | Coriza       | Stadio Skënderbeu      | Campione d'Albania           |
| Teuta             | Durazzo      | Stadio Niko Dovana     | 2º posto                     |
| Tirana            | Tirana       | Stadio Selman Stërmasi | 3º posto                     |
| Tomori            | Berat        | Stadio Tomori          | 2º posto                     |
| Vllaznia          | Scutari      | Stadio Loro Boriçi     | 6º posto                     |

## Classifica
|                    | Pos. | Squadra           | Pt | G  | V  | N  | P  | GF | GS | DR  |
| ------------------ | ---- | ----------------- | -- | -- | -- | -- | -- | -- | -- | --- |
| Albania (bandiera) | 1.   | Skënderbeu        | 58 | 26 | 18 | 4  | 5  | 43 | 14 | +29 |
|                    | 2.   | Kukësi            | 52 | 26 | 15 | 7  | 4  | 49 | 25 | +24 |
|                    | 3.   | Teuta             | 48 | 26 | 14 | 6  | 6  | 32 | 24 | +8  |
|                    | 4.   | Flamurtari Valona | 46 | 26 | 13 | 7  | 6  | 49 | 33 | +16 |
|                    | 5.   | Tirana            | 43 | 26 | 12 | 7  | 7  | 30 | 23 | +7  |
|                    | 6.   | Vllaznia          | 38 | 26 | 11 | 5  | 10 | 30 | 26 | +4  |
|                    | 7.   | Laçi              | 38 | 26 | 11 | 5  | 10 | 32 | 31 | +1  |
|                    | 8.   | Kastrioti         | 34 | 26 | 10 | 4  | 12 | 25 | 35 | -10 |
|                    | 9.   | Besa Kavajë       | 32 | 26 | 8  | 8  | 10 | 23 | 26 | -3  |
|                    | 10.  | Bylis Ballsh      | 30 | 26 | 9  | 6  | 11 | 32 | 29 | +3  |
|                    | 11.  | Shkumbini         | 29 | 26 | 7  | 8  | 11 | 18 | 33 | -15 |
|                    | 12.  | Tomori            | 19 | 26 | 4  | 7  | 15 | 30 | 50 | -20 |
|                    | 13.  | Luftëtari         | 19 | 26 | 5  | 4  | 17 | 24 | 44 | -20 |
|                    | 14.  | Apolonia Fier     | 13 | 26 | 1  | 10 | 15 | 16 | 40 | -24 |

Legenda:

      Campione d'Albania  e ammessa alla UEFA Champions League 2012-2013
      Ammesse alla UEFA Europa League
      Retrocesso in Kategoria e Parë
Note:

Tre punti a vittoria, uno a pareggio, zero a sconfitta.
Bylis Ballsh penalizzato di 3 punti

### Verdetti
- Campione d'Albania:  Skënderbeu
- Qualificato alla UEFA Champions League:  Skënderbeu
- Qualificato alla UEFA Europa League:  Kukësi, Teuta e  Laçi
- Retrocesse in Kategoria e Parë:  Apolonia Fier,  Tomori,  Luftëtari, Shkumbini

## Statistiche e record

### Classifica marcatori
| Gol |  |  | Giocatore              | Squadra           |
| --- |  |  | ---------------------- | ----------------- |
| 19  |  |  | Migen Memelli          | Flamurtari Valona |
| 16  |  |  | Lazar Popović          | Kukësi            |
| 12  |  |  | Gjergj Muzaka          | Flamurtari Valona |
| 12  |  |  | Pero Pejić             | Skënderbeu        |
| 11  |  |  | Solomonson Izuchukwuka | Bylis Ballsh      |
| 10  |  |  | Sebino Plaku           | Skënderbeu        |
| 10  |  |  | Daniel Xhafaj          | Teuta             |
| 9   |  |  | Igli Allmuça           | Kukësi            |
| 9   |  |  | Gilman Lika            | Tirana            |
| 8   |  |  | Andi Ribaj             | Apolonia Fier     |
| 8   |  |  | Erjon Vuçaj            | Laçi              |
| 7   |  |  | Endri Bakiu            | Bylis Ballsh      |
| 7   |  |  | Dritan Smajli          | Vllaznia          |

### Capoliste solitarie
- Dalla 6ª giornata alla 26ª giornata:  Skënderbeu

### Record
- Maggior numero di vittorie:  Skënderbeu (18)
- Minor numero di sconfitte:  Kukësi (5)
- Migliore attacco:  Kukësi e  Flamurtari Valona (49 gol fatti)
- Miglior difesa:  Skënderbeu (14 gol subiti)
- Miglior differenza reti:  Skënderbeu (+29)
- Maggior numero di pareggi:  Apolonia Fier (10)
- Minor numero di pareggi:  Skënderbeu,  Kastrioti e  Luftëtari (4)
- Minor numero di vittorie:  Apolonia Fier (1)
- Maggior numero di sconfitte:  Luftëtari (17)
- Peggiore attacco:  Apolonia Fier (16 gol fatti)
- Peggior difesa:  Tomori (50 gol subiti)
- Peggior differenza reti:  Apolonia Fier (-24)

## Matrice risultati
|                   | Apo  | Bes  | Byl  | Fla  | Kas  | Kuk  | Laç  | Luf  | Shk  | Skë  | Teu  | Tir  | Tom  | Vll  |
| ----------------- | ---- | ---- | ---- | ---- | ---- | ---- | ---- | ---- | ---- | ---- | ---- | ---- | ---- | ---- |
| Apolonia Fier     | –––– | 2-1  | 0-1  | 0-0  | 1-1  | 0-0  | 1-1  | 0-3  | 1-1  | 0-1  | 1-2  | 0-0  | 2-2  | 1-3  |
| Besa Kavajë       | 1-1  | –––– | 1-3  | 1-0  | 2-0  | 0-2  | 1-2  | 2-0  | 1-1  | 1-1  | 1-0  | 2-1  | 3-0  | 0-0  |
| Bylis Ballsh      | 3-0  | 1-1  | –––– | 1-1  | 0-0  | 3-0  | 4-0  | 2-0  | 2-0  | 1-1  | 1-2  | 1-0  | 4-1  | 0-1  |
| Flamurtari Valona | 3-1  | 0-0  | 3-0  | –––– | 3-0  | 2-0  | 0-1  | 3-0  | 1-1  | 1-0  | 1-1  | 1-1  | 5-2  | 3-1  |
| Kastrioti         | 4-1  | 2-0  | 2-1  | 3-0  | –––– | 0-3  | 2-1  | 1-0  | 1-0  | 1-2  | 0-1  | 0-3  | 1-0  | 3-2  |
| Kukësi            | 1-0  | 3-0  | 1-0  | 6-1  | 3-1  | –––– | 2-1  | 0-0  | 5-1  | 4-3  | 1-1  | 2-1  | 3-1  | 0-0  |
| Laçi              | 1-0  | 1-1  | 3-1  | 1-2  | 3-0  | 1-1  | –––– | 3-0  | 1-0  | 0-2  | 1-0  | 1-0  | 4-3  | 2-1  |
| Luftëtari         | 3-2  | 0-2  | 1-1  | 2-3  | 2-0  | 1-3  | 0-3  | –––– | 1-2  | 0-1  | 4-1  | 0-1  | 2-2  | 2-1  |
| Shkumbini         | 0-0  | 1-0  | 2-1  | 0-3  | 1-1  | 1-1  | 1-1  | 2-1  | –––– | 0-1  | 0-1  | 1-0  | 2-1  | 1-0  |
| Skënderbeu        | 2-0  | 2-0  | 3-0  | 3-1  | 2-0  | 2-0  | 3-0  | 1-0  | 2-0  | –––– | 0-0  | 2-0  | 4-2  | 0-1  |
| Teuta             | 2-1  | 1-0  | 3-0  | 2-1  | 1-0  | 1-1  | 1-0  | 2-0  | 3-0  | 0-2  | –––– | 1-1  | 3-1  | 1-0  |
| KF Tirana         | 2-0  | 1-1  | 2-1  | 3-6  | 0-0  | 1-2  | 2-1  | 2-1  | 3-0  | 1-0  | 1-1  | –––– | 1-0  | 1-0  |
| Tomori            | 1-0  | 1-0  | 0-0  | 0-2  | 1-2  | 2-5  | 2-0  | 1-1  | 0-0  | 0-0  | 4-1  | 0-1  | –––– | 2-2  |
| Vllaznia          | 1-1  | 0-1  | 1-0  | 3-3  | 2-0  | 1-0  | 1-0  | 3-0  | 1-0  | 1-3  | 2-0  | 0-1  | 2-1  | –––– |